# 에릭 린드로스
에릭 브라이언 린드로스(영어: Eric Bryan Lindros, 1973년 2월 28일~)는 캐나다의 은퇴한 아이스하키 선수이다.